# Robert F. Broussard

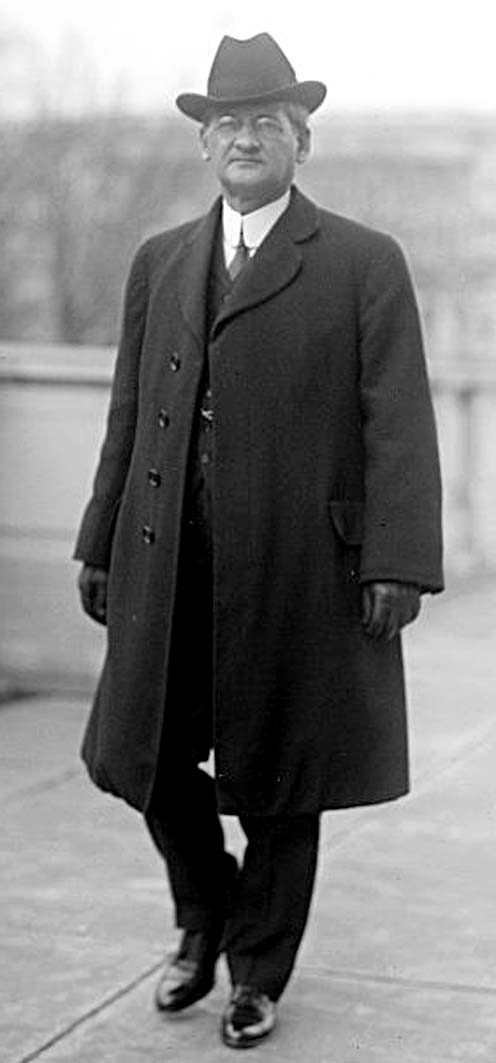
Robert F. Broussard (1914)

Robert Foligny Broussard (* 17. August 1864 bei New Iberia, Louisiana; † 12. April 1918 in New Iberia) war ein US-amerikanischer Politiker (Demokratische Partei), der den Bundesstaat Louisiana in beiden Kammern des Kongresses vertrat.
Robert Broussard wurde auf der Mary-Louise-Plantage im Iberia Parish geboren. Er besuchte als Junge sowohl öffentliche als auch private Schulen, ehe er von 1879 bis 1882 ein Studium an der Georgetown University in Washington, D.C. absolvierte. Zwischen 1885 und 1888 war er als Zollinspektor mit Zuständigkeit für die Spätschichten in New Orleans tätig; danach wurde er zum amtlichen Statistiker bestellt und blieb dies bis 1889. In diesem Jahr machte er seinen juristischen Abschluss an der Law School der Tulane University, wurde in die Anwaltskammer aufgenommen und begann in New Iberia in seinem neuen Beruf zu praktizieren. Von 1892 bis 1897 war er Staatsanwalt im 19. Gerichtsbezirk von Louisiana.
Schließlich schlug Broussard eine politische Laufbahn ein. 1896 wurde er erstmals als Vertreter des dritten Distrikts von Louisiana ins Repräsentantenhaus der Vereinigten Staaten gewählt, wo er nach achtmaliger Wiederwahl bis zum 3. März 1915 verblieb. Während dieser Zeit stand er unter anderem dem Ausschuss zur Kontrolle der Ausgaben des Justizministeriums vor. Da er bereits am 21. Mai 1912 vom Parlament des Staates vorzeitig für die 1915 beginnende Amtszeit in den US-Senat gewählt worden war, trat er im November desselben Jahres letztmals für die Wahl ins Repräsentantenhaus an. Er ist der einzige gewählte US-Senator, der nach seiner Wahl in den Senat ins Repräsentantenhaus gewählt wurde und dort eine volle Amtszeit absolvierte. Dem Senat gehörte er ab dem 4. März 1915 an und fungierte unter anderem als Vorsitzender des Committee on National Banks. Er starb jedoch bereits drei Jahre später während eines Besuchs in seiner Heimatstadt New Iberia, wo er dann auch beigesetzt wurde.
Nach dem kommissarisch als Nachfolger eingesetzten Walter Guion und dem bei der Nachwahl siegreichen Edward James Gay fiel der Klasse-3-Senatssitz bei der folgenden regulären Wahl im Jahr 1920 an Robert Broussards Bruder Edwin.